# يوهان تتسل
يوهان تتسل (بالألمانية: Johann Tetzel) ‏(1456م - 1519م)، هو راهب كاثوليكي روماني ألماني.
كان يمكن إلا يذكر اسم تتسل في التاريخ لولا القضية المتعلقة بالأمر الذي أصدره إليه كبير أساقفة مايانس للتجول في أرجاء البلاد وبيع السكان الغفرانات. وكانت هذه قصاصات ورق تمنح حامليها غفران خطاياهم لقاء مبالغ من المال يدفعونها من أجل المساهمة في تشييد كاتدرائية جديدة للقديس بطرس في روما.
ولم تكن الغفرانات شيئاً جديداً، إلا أنها مع هذا الراهب أثارت الامتعاض بسبب سوء الممارسة، وافتضح أمرها. وقد استغل مارتن لوثر هذه المناسبة لإظهار معارضة لذلك، وعلق على باب كاتدرائية فيتنبرغ سنة 1517 م بنوده الخمسة والتسعين، ومن هنا كانت انطلاقة الإصلاح الديني.